# Otto Friedrich Gruppe
Otto Friedrich Gruppe (15. april 1804 i Danzig - 7. januar 1876 i Berlin) var en tysk digter og filosofisk forfatter.
Gruppe studerede klassiske sprog og litteratur, siden tillige filosofi i Berlin, men kunne her ikke få nogen stilling ved universitetet, da han var en modstander af den dengang eneherskende Hegelske filosofi, som han bekæmpede i skrifterne: Antäus; Brief wechsel über die spekulative Philosophie (1831) og Wendepunkt der Philosophie im 19. Jahrhundert (1834). Derimod lykkedes det ham at blive medarbejder af Preussische Staatszeitung og fra 1835 redaktør af dens feuilleton. I 1842 fik han en ansættelse i kultusministeriet i Berlin, 1844 blev han ekstraordinær professor i filosofi ved universitetet, hvor han skulle foredrage logik og filosofiens historie, særlig hos grækerne; 1863 blev Gruppe tillige sekretær ved Kunstakademiet.
Af Gruppe haves bland andet skrifter om grækernes tragiske kunst (1834), om romernes elegi (1838), om Hesiodos' Teogoni (1841), om grækernes kosmiske systemer (1851) osv.; desuden en mængde digte, såvel episke som dramatiske, blandt andet flere sørgespil. Gruppe debuterede 1829 som dramatisk forfatter med et lystspil i Aristofanes' stil: Die Winde. Af hans litterærhistoriske skrifter kan nævnes: antologien Der deutsche Dichterwald (3 bind, 1849), Sagen und Geschichten des deutschen Volkes aus dem Munde seiner Dichter (1854), Deutsche Uebersetzungskunst (1858), Leben und Werke Deutscher Dichter (5 bind, 1864—70).